# Business
«Business» es una canción del cantante estadounidense Eminem, lanzada en 2003 como sencillo internacionalmente, excepto en los Estados Unidos. Fue lanzado el 2002 en su álbum The Eminem Show. En la canción habla de él junto a Dr. Dre trabajando juntos como Batman y Robin (como se ve en el video musical "Without Me") en el "RapMobile" (Batimovil), que señala al mundo del hip hop. Cuenta con la línea de Dre "Hell yeah" que aparece alrededor de la canción.
Hay una frase en que se describe a sí mismo y a Dr. Dre como "the most feared duet since me and Elton played career Russian Roulette" ("el dúo más temido desde yo y Elton jugamos a la ruleta rusa con nuestras carreras"), refiriéndose a la interpretación que Eminem y Elton John hicieron del tema "Stan" en la gala de los Premios Grammy de 2001.
Otra línea de rimas dice, "Jesus, how can shit be so easy? / How can one Chandra be so Levy?" ("Jesús, ¿cómo esta mierda es tan fácil? / ¿Cómo Chandra puede ser tan Levy?"). Estos versos se referían a la entonces desaparecida en Washington D. C. Chandra Levy, cuyos restos fueron encontrados en un parque de la capital sólo cuatro días antes de la publicación The Eminem Show en Estados Unidos.
No existe un vídeo musical oficial de esta canción, así que los canales de videos musicales suelen tocar versiones en vivo de la canción en su lugar.

## Posicionamiento
| Listas (2003)                        | Mejor posición |
| ------------------------------------ | -------------- |
| Australian Singles Chart             | 4              |
| Austrian Singles Chart               | 22             |
| Belgian Singles Chart (Flanders)     | 28             |
| Belgian Singles Chart (Wallonia)     | 30             |
| German Singles Chart                 | 15             |
| Irish Singles Chart                  | 7              |
| Netherlands Singles Chart            | 6              |
| New Zealand Singles Chart            | 14             |
| UK Singles Chart                     | 6              |
| U.S. Billboard Hot R&B/Hip-Hop Songs | 77             |
| U.S. Billboard Hot Rap Tracks        | 25             |

- Datos: Q549433